# Eduardo Fellner
Eduardo Alfredo Fellner (Río Tercero, 12 de junio de 1954) es un abogado y político argentino. Se desempeñó como gobernador de Jujuy en dos períodos: 1998-2007 y 2011-2015, habiendo asumido por renuncia del gobernador titular Carlos Ferraro y reelegido en tres oportunidades.  Entre uno y otro mandatos como gobernador de Jujuy fue presidente de la Cámara de Diputados de Argentina  llegando a ser el primer jujeño de la historia en tal posición política 
Ocupó el cargo de presidente del Partido Justicialista desde mayo de 2014 hasta mayo de 2016.

## Biografía

### Infancia y juventud
Eduardo Fellner nació en Río Tercero, provincia de Córdoba, en 1954. A los 5 años de edad, su familia se mudó a Palpalá, Jujuy, ya que su padre trabajaba en los Altos Hornos Zapla. Al terminar el secundario, estudió en San Miguel de Tucumán, donde se recibió de abogado en la UNSTA. Está casado y tiene tres hijos.

### Trayectoria política
A los 29 años, ya de regreso en Jujuy, Fellner ocupó el cargo de procurador general de la Provincia y un año más tarde fue nombrado fiscal general.  En 1993, durante la intervención federal en Santiago del Estero a cargo de Juan Schiaretti, fue nombrado Ministro de Gobierno de Santiago del Estero.
En 1998, tras la renuncia de Carlos Ferraro, Fellner, quien por entonces ejercía como presidente de la Legislatura de la Provincia, asumió la Gobernación de Jujuy en su reemplazo. Un año más tarde, su corto pero valorado desempeño se ganó el respaldo de la sociedad jujeña en las urnas, ya que triunfó en las elecciones contra el radical Gerardo Morales. Del mismo modo, fue reelecto en 2003, cuando también venció a Morales.
En 2007, fue nombrado presidente de la Cámara de Diputados de la Nación, convirtiéndose así en el jujeño por adopción que llegó más alto en el escalafón político nacional.El 12 de abril del 2018 quedó detenido en el marco de la denominada Megacausa, en la que se investiga el desvío de fondos para la construcción de viviendas sociales. Entre los beneficiarios de los fondos, estuvo la agrupación Tupac Amaru, que lidera Milagro Sala.Continua imputado en la causa a la espera de una sentencia.